# Штоммелен, Рольф

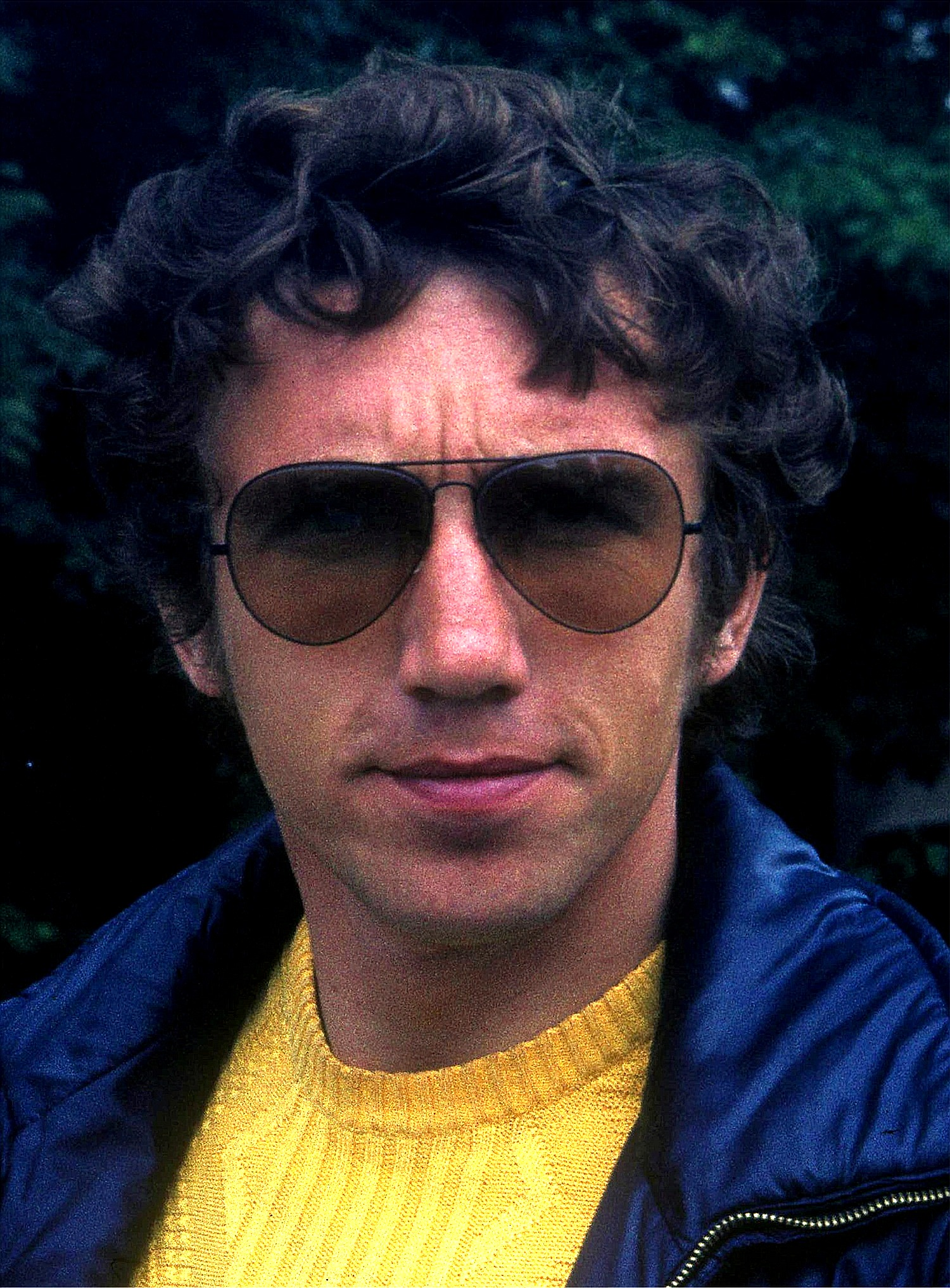
Рольф Штоммелен

Рольф Што́ммелен (нем. Rolf Stommelen, 11 июля 1943, Зиген, ФРГ — 24 апреля 1983, Риверсайд, США) — немецкий автогонщик, победитель Targa Florio 1967 года и 24 часов Дайтоны 1980 года, двукратный победитель 1000 километров Нюрбургринга, пилот Формулы-1, 24 часов Ле-Мана и Чемпионата Европы Ф2.

## 24 часа Ле-Мана(1965—1982)
В 24 часах Ле-Мана Рольф Штоммелен представлял Porsche, Alfa Romeo и Lancia. Лучшим результатом для него стало второе место в 1979 году. Тогда Штоммелен выступал на Porsche 935/77А. Также Рольф занял третье место в 1968 на машине Porsche 908.
| Год  | #  | Команда                       | Шасси                   | Группа | Результат |
| ---- | -- | ----------------------------- | ----------------------- | ------ | --------- |
| 1965 | 62 | Christian Poirot              | Porsche 904/ 4GTS       | GT     | Сход      |
| 1966 | 58 | Porsche System Engineering    | Porsche 906/6 Carrera 6 | S      | 7         |
| 1967 | 38 | Porsche System Engineering    | Porsche 910/6 Kurz      | P 2000 | 6         |
| 1968 | 33 | Porsche System Engineering    | Porsche 908             | P 3000 | 3         |
| 1969 | 14 | Porsche System Engineering    | Porsche 917 Lang Heck   | S      | Cxoд      |
| 1970 | 35 | Autodelta SpA                 | Alfa Romeo T33/3        | P      | ДСК       |
| 1972 | 19 | Autodelta SpA                 | Alfa Romeo 33T3         | S      | Cxoд      |
| 1974 | 3  | Autodelta SpA                 | Alfa Romeo 33TT12       | S      | HC        |
| 1976 | 40 | Martini Racing                | Porsche 935             | 5      | 4         |
| 1977 | 41 | Martini Racing                | Porsche 935/77          | 5      | Cxoд      |
| 1978 | 43 | Martini Racing Porsche System | Porsche 935/78 Turbo    | 5      | 8         |
| 1979 | 70 | Dick Barbour Racing           | Porsche 935/77A         | IMSA   | 2         |
| 1980 | 42 | Gozzy Kremer Racing           | Porsche 935 K3          | G5     | Cxoд      |
| 1982 | 51 | Martini Racing                | Lancia Martini LC1      | 6      | Cxoд      |

## Формула-1

### 1969-1971
Рольф Штоммелен дебютировал в Формуле-1 на Гран-при Германии 1969 года (чемпионат F2), выступая на Lotus 59B за частную команду Roy Winkelmann Racing. Стартовав с последнего ряда поля, он сумел подняться на 8 место.
В 1970 сезоне Штоммелен принял участие во всех гонках сезона. Он ездил за командy Auto, Motor und Sport на Brabham BT33. И здесь Рольф четыре раза набрал очки, а на австрийском этапе занял третье место. В 1970 году Рольф Штоммелен набрал 10 очков и занял 11 место.
В 1971 Рольф также выступал за Auto, Motor und Sport. Но на сей раз его автомобилем был не Brabham, а Surtees (TS7 и TS9), и этот сезон стал для Штоммелена менее удачным — лишь два очковых финиша и 19 место в общем зачёте с тремя очками. К концу года спонсирование прекратилось, и в Гран-при США 1971 года Рольф Штоммелен не участвовал.

### 1972-1975
В 1972 Рольф Штоммелен выступал на Eifeland-Ford, построенном на базе March. Приняв участие в восьми этапах, немец не набрал ни одного очка, а его лучшим результатом стали два десятых места.
В сезоне 1973 после травмы Андреа де Адамика Рольф Штоммелен участвовал в четырёх Гран-при, выступая на Brabham BT42. А в 1974 Штоммелен заменил Гая Эдвардса в команде Embassy Racing Грэма Хилла.
В сезоне 1975 Рольф Штоммелен также выступал за Embassy Racing. Но его первая гонка на шасси Hill (Гран-при Испании) окончилась трагическим инцидентом: Hill GH1 Штоммелена вылетел в толпу зрителей и убил четырёх человек. Сам Рольф был травмирован и вернулся лишь к концу сезона.

### 1976-1978
В 1976 году Рольф Штоммелен благодаря хорошим выступлениям за Martini-Porsche (Рольф занял 4 место в 24 часах Ле-Мана и выиграл две гонки в других гоночных сериях) принял участие в трёх Гран-при 1976 сезона Формулы-1, в одном из которых набрал 1 очко. В следующем году Штоммелен не выступал в Формуле-1, но выиграл 1000 километров Нюрбургринга.
А в 1978 сезоне Рольф Штоммелен и Риккардо Патрезе выступили за команду Arrows в её дебютном сезоне. Но если Патрезе провёл очень хороший сезон (12 место в чемпионате и один подиум), то Штоммелен выступил неудачно, не набрав очков, и 1978 сезон стал последним для Штоммелена в Формуле-1.

### Полная таблица результатов
| Легенда к таблице |                                                                    |
| --- | ------------------------------------------------------------------ |
| В таблице перечислены результаты всех Гран-при Формулы-1, в которых принимал участие гонщик. Строками таблицы являются сезоны, столбцами — этапы чемпионата мира. В каждой клетке указаны сокращённое название этапа и результат, дополнительно обозначенный цветом. Расшифровка обозначений и цветов представлена в нижеследующей таблице. |                                                                    |
| \| Пример \| Описание \| \| ------------ \| ------------------------------------------------------------------ \| \| 1 \| Победитель \| \| 2 \| Второе место \| \| 3 \| Третье место \| \| 5 \| Финишировал, заработав очки \| \| Сход \| Не финишировал, но при этом заработал очки \| \| 12 \| Финишировал, не получив очков \| \| НКЛ \| Финишировал, но не попал в финальную классификацию \| \| 15 \| Участвовал вне зачёта, либо по отдельной классификации \| \| 18 \| Не финишировал, но попал в финальную классификацию \| \| Сход \| Не финишировал \| \| НКВ \| Не прошёл квалификацию \| \| НПКВ \| Не прошёл предквалификацию \| \| ДСК \| Дисквалифицирован \| \| ИСК \| Исключён из протокола соревнований \| \| ТТ \| Заявлен для участия только в тренировках \| \| НС \| Участвовал в квалификации, но не стартовал в гонке \| \| Т \| Травмирован или болен \| \| ОТК \| Отказ от участия \| \| НТР \| Прибыл на соревнования, но на трассу не выезжал \| \| НПР \| Был заявлен в числе участников, но не прибыл к началу соревнований \| \| О \| Соревнования отменены \| \| \| Не участвовал \| \| Поул-позиция \| \| \| Быстрый круг \| \| |                                                                    |
| Пример | Описание                                                           |
| 1 | Победитель                                                         |
| 2 | Второе место                                                       |
| 3 | Третье место                                                       |
| 5 | Финишировал, заработав очки                                        |
| Сход | Не финишировал, но при этом заработал очки                         |
| 12 | Финишировал, не получив очков                                      |
| НКЛ | Финишировал, но не попал в финальную классификацию                 |
| 15 | Участвовал вне зачёта, либо по отдельной классификации             |
| 18 | Не финишировал, но попал в финальную классификацию                 |
| Сход | Не финишировал                                                     |
| НКВ | Не прошёл квалификацию                                             |
| НПКВ | Не прошёл предквалификацию                                         |
| ДСК | Дисквалифицирован                                                  |
| ИСК | Исключён из протокола соревнований                                 |
| ТТ | Заявлен для участия только в тренировках                           |
| НС | Участвовал в квалификации, но не стартовал в гонке                 |
| Т | Травмирован или болен                                              |
| ОТК | Отказ от участия                                                   |
| НТР | Прибыл на соревнования, но на трассу не выезжал                    |
| НПР | Был заявлен в числе участников, но не прибыл к началу соревнований |
| О | Соревнования отменены                                              |
| | Не участвовал                                                      |
| Поул-позиция |                                                                    |
| Быстрый круг |                                                                    |

| Год  | Шасси                                   | 1        | 2        | 3        | 4        | 5        | 6        | 7      | 8        | 9      | 10       | 11       | 12       | 13       | 14       | 15     | 16      | Место | Очки |
| ---- | --------------------------------------- | -------- | -------- | -------- | -------- | -------- | -------- | ------ | -------- | ------ | -------- | -------- | -------- | -------- | -------- | ------ | ------- | ----- | ---- |
| 1969 | Lotus 59B                               | ЮАР      | ИСП      | МОН      | НИД      | ФРА      | ВЕЛ      | ГЕР 8  | ИТА      | КАН    | США      | МЕК      |          |          |          |        |         | -     | 0    |
| 1970 | Brabham BT33                            | ЮАР Сход | ИСП Сход | МОН НКВ  | БЕЛ 5    | НИД НКВ  | ФРА 7    | ВЕЛ НС | ГЕР 5    | АВТ 3  | ИТА 5    | КАН Сход | США 12   | МЕК Сход |          |        |         | 11    | 10   |
| 1971 | Surtees TS7, Surtees TS9                | ЮАР 12   | ИСП Сход | МОН 6    | НИД ДСК  | ФРА 11   | ВЕЛ 5    | ГЕР 10 | АВТ 7    | ИТА НС | КАН Сход | США      |          |          |          |        |         | 19    | 3    |
| 1972 | Eifeland 21                             | АРГ      | ЮАР 13   | ИСП Сход | МОН 10   | БЕЛ 11   | ФРА 16   | ВЕЛ 10 | ГЕР Сход | АВТ 15 | ИТА      | КАН      | США      |          |          |        |         | -     | 0    |
| 1973 | Brabham BT42                            | АРГ      | БРА      | ЮАР      | ИСП      | БЕЛ      | МОН      | ШВЕ    | ФРА      | ВЕЛ    | НИД      | ГЕР 11   | АВТ Сход | ИТА 12   | КАН 12   | США    |         | -     | 0    |
| 1974 | Lola T370                               | АРГ      | БРА      | ЮАР      | ИСП      | БЕЛ      | МОН      | ШВЕ    | НИД      | ФРА    | ВЕЛ      | ГЕР      | АВТ Сход | ИТА Сход | КАН 11   | США 12 |         | -     | 0    |
| 1975 | Lola T370 Lola T371 Hill GH1            | АРГ 13   | БРА 14   | ЮАР 7    | ИСП Сход | МОН      | БЕЛ      | ШВЕ    | НИД      | ФРА    | ВЕЛ      | ГЕР      | АВТ 16   | ИТА Сход | США      |        |         | -     | 0    |
| 1976 | Brabham BT45 Brabham BT44B Hesketh 308D | БРА      | ЮАР      | СШЗ      | ИСП      | БЕЛ      | МОН      | ШВЕ    | ФРА      | ВЕЛ    | ГЕР 6    | АВТ      | НИД 12   | ИТА Сход | КАН      | США    | ЯПО     | 19    | 1    |
| 1978 | Arrows FA1 Arrows A1                    | АРГ      | БРА      | ЮАР 9    | СШЗ 9    | МОН Сход | БЕЛ Сход | ИСП 14 | ШВЕ 14   | ФРА 15 | ВЕЛ НКВ  | ГЕР ДСК  | АВТ НПКВ | НИД НПКВ | ИТА НПКВ | США 16 | КАН НКВ | -     | 0    |

## Последующая гоночная карьера
Штоммелен продолжил выступления в кузовных гонках, и в них он добивался серьёзных успехов: так, в 1980 он выиграл 24 часа Дайтоны и стал уже двукратным победителем 1000 километров Нюрбургринга (Porsche). После этого Рольф представлял в различных гоночных сериях такие команды, как Porsche, Lancia, Rondeau.

## Смерть
Рольф Штоммелен разбился насмерть в апреле 1983 года в гонке на трассе Риверсайд из-за поломки заднего антикрыла. Похоронен в Кёльне на кладбище Мелатен.